# Francesc Salvà Ripoll
Francesc Salvà i Ripoll (Palma, Mallorca, 1867-1950) fou un pintor neoclàssic mallorquí.
Francesc Salvà era germà de la poetessa Maria Antònia Salvà i Ripoll i la seva família era propietària de la possessió de sa Llapassa de Llucmajor. Estudià a la Real Academia de Bellas Artes de San Fernando de Madrid on fou deixeble de Carlos de Haes, Moreno Carbonero i Federico Madrazo, la influència dels quals es nota en els seus paisatges, tipus i retrats. El Museo del Prado fou la seva escola formal i on pogué admirar les obres dels grans mestres de la pintura clàssica espanyola (Velázquez, El Greco, Ribera…).
Utilitzà la tècnica a l'oli i a l'aquarel·la, dins un academicisme classicista, destacant les obres de tema religiós i costumista amb composicions de gran força, lluminositat i color. Realitzà una gran quantitat de dibuixos que representen feines del camp, escenes i festes populars. També realitzà una sèrie de dibuixos sobre Ramon Llull. Il·lustrà diverses publicacions: Migjorn, La Nostra Terra, El Heraldo de Cristo i la portada d'Es Pagès Mallorquí. Pintà al fresc la cúpula de la capella de la Puríssima Concepció del convent de Sant Bonaventura de Llucmajor (1928) i les pintures de la capella del Betlem de la mateixa església (1930). Moltes de les seves obres no estan signades ni datades. Fou membre de la Reial Acadèmia de Belles Arts de Sant Sebastià de Palma.
Les seves obres es troben a l'Ajuntament de Llucmajor, al Convent de Sant Bonaventura, a l'església parroquial de Sant Miquel, a la Porciúncula, a l'Església de s'Arenal, al Santuari de Cura, a l'església de Portals, al Museu de Valldemossa i en els convents de Sant Francesc i sant Felip Neri de Palma, i a col·leccions particulars.

## Exposicions
Entre les exposicions que realitzà cal destacar:
- Exposició a les Galerías Costa, el 1939. Recollia vint-i-quatre obres de diverses temàtiques: religiosa (Naixement de Jesús, Sagrada Família), mitològica (Apol·lo i Dafne), costumista (Berenar de segadors, Pelant ametlles, Dones jugant a les cartes, La Festa Major, Les matances, Processó del Dijous Sant, Dues velles filant, Racó florit i La verema).
- Segona exposició a les Galerías Costa, el 1941, on presentà vint-i-una obres, entre natures mortes, paisatges i costums (Viàtic, Flors i joies, Taronges i llimones, Festa del meu poble, El salt de la mata, Port de l'hort, Grup de pins, Xiprers, Camí de les alzines, Processó de llogaret, Sant Francesc, Festa ciutadana, Mosquiter i flors).
- L'any 1943, al convent de Sant Francesc de Palma, exposà dotze dibuixos a llapis inspirats en Ramon Llull i la seva obra.[2]